# Wu Den-yih
Wu Den-yih (chiń. upr. 吴敦义; chiń. trad. 吳敦義; pinyin Wú Dūnyì; pe̍h-ōe-jī Gô͘ Tun-gī; ur. 30 stycznia 1948) – tajwański polityk, premier Republiki Chińskiej od 10 września 2009 do 6 lutego 2012. Wiceprezydent Republiki Chińskiej od 20 maja 2012 do 20 maja 2016.

## Życiorys
Wu Den-yih urodził się w 1948. Ukończył Narodowy Uniwersytet Tajwański w Tajpej. W czasie studiów był redaktorem naczelnym gazety University News. Po studiach pracował jako dziennikarz w gazecie China Times Editor.
Wu przez 8 lat zasiadał w parlamencie lokalnym Tajpej. Od 1990 do 1998 zajmował stanowisko burmistrza Kaohsiung, drugiego co do wielkości miasta Tajwanu. Następnie przez 8 lat pełnił funkcję szefa władz wykonawczych w powiecie Nantou.
Jako członek Kuomintangu, wchodził w skład jego Komitetu Centralnego. W 2007 został sekretarzem generalnym partii. Od 1 lutego 2002 do 2009 zasiadał w parlamencie z ramienia Kuomintangu.
7 września 2009, po dymisji premiera Liu Chao-shiuana, prezydent Ma Ying-jeou mianował Wu Den-yiha na stanowisko nowego szefa rządu. 9 września 2009 Wu przedstawił skład swojego gabinetu, który następnego dnia został oficjalnie zaprzysiężony.
W wyborach prezydenckich 14 stycznia 2012 był kandydatem na urząd wiceprezydenta u boku prezydenta Ma. W wyborach tych Ma uzyskał ponad 51% głosów poparcia, zapewniając sobie reelekcję na stanowisku. W związku z wygraną, Wu objął urząd wiceprezydenta 20 maja 2012.
31 stycznia 2012 złożył rezygnację z funkcji premiera. Tego samego dnia prezydent na stanowisko szefa rządu desygnował Sean Chena, który objął urząd 6 lutego 2012.
20 maja 2017 roku został wybrany na przewodniczącego Kuomintangu. Zrezygnował z tej funkcji po przegranych przez partię wyborach prezydenckich w styczniu 2020 roku.
Jest żonaty z Tsai Ling-yi, z którą ma czworo dzieci (trzech synów i córkę).